# I Mallen
I Mallen (The Mallens) è una serie televisiva britannica in 13 episodi trasmessi per la prima volta nel corso di 2 stagioni dal 1979 al 1980. È una serie drammatica basata sui romanzi The Mallen Streak, The Mallen Girl e The Mallen Litter di Catherine Cookson.

## Trama
Northumberland, XIX secolo. Thomas Mallen è un proprietario terriero con una serie di figli illegittimi, tutti riconoscibili dal fatto che hanno una ciocca di capelli di colore bianco, tratto genetico che caratterizza Mallen. Dopo il suo fallimento, causato da uno dei figli illegittimi, Mallen perde tutto e si trasferisce in un piccolo cottage insieme ai suoi nipoti Barbara e Constance e alla governante Anna Brigmore. Qualche tempo dopo Donald Radlet e il suo fratellastro Matthew giungono a casa Mallen. I due iniziano una storia d'amore con Barbara e Constance. Dopo la dipartita di Thomas Mallen, la seconda stagione segue vicende di Barbara e Michael Radlet con storie tra intrighi amorosi e figli illegittimi.

## Personaggi e interpreti
- Anna Brigmore (13 episodi, 1979-1980), interpretata da Caroline Blakiston.
- Mary Peel (11 episodi, 1979-1980), interpretata da Mary Healey.
- Jane Radlet (9 episodi, 1979-1980), interpretata da Gillian Lewis.
- Harry Bensham (8 episodi, 1979-1980), interpretato da Matthew Long.
- Donald Radlet (7 episodi, 1979), interpretato da John Duttine.
- Matthew Radlet (7 episodi, 1979), interpretato da Ian Saynor.
- Barbara Farrington (7 episodi, 1979), interpretata da Pippa Guard.
- Constance Radlet (7 episodi, 1979), interpretata da Julia Chambers.
- Constance Radlet (6 episodi, 1980), interpretata da June Ritchie.
- Barbara Mallen (6 episodi, 1980), interpretata da Juliet Stevenson.
- Michael Radlet (6 episodi, 1980), interpretato da Gerry Sundquist.
- Michael Radlet Sr. (6 episodi, 1979), interpretato da John Southworth.
- John Bensham (6 episodi, 1979-1980), interpretato da Neil Dickson.
- Jim Waite (6 episodi, 1980), interpretato da Jeremy Clay.
- Sarah Waite (6 episodi, 1980), interpretata da Julie Shipley.
- Dan Bensham (6 episodi, 1980), interpretato da Michael Thomas.
- Kate Bensham (6 episodi, 1980), interpretata da Victoria Williams.
- Thomas Mallen (5 episodi, 1979), interpretato da John Hallam.
- Taggert (5 episodi, 1979), interpretato da Dick Irwin.
- Mathilda Bensham (4 episodi, 1979-1980), interpretata da Anne Reid.
- Aggie Moorhead (4 episodi, 1979), interpretata da Polly Hemingway.
- Patrick Ferrier (4 episodi, 1980), interpretato da Michael Elwyn.
- Dottore (3 episodi, 1979-1980), interpretato da Harry Goodier.
- Dunn (3 episodi, 1979-1980), interpretato da Geoffrey Wilkinson.
- Waite (3 episodi, 1979), interpretato da David Howey.

## Produzione
La serie fu prodotta da Granada Television.

### Registi
Tra i registi sono accreditati:
- Richard Martin
- Mary McMurray
- Brian Mills
- Ronald Wilson

### Sceneggiatori
Tra gli sceneggiatori sono accreditati:
- Catherine Cookson
- Jack Russell

## Distribuzione
La serie fu trasmessa nel Regno Unito dal 10 giugno 1979 al 3 luglio 1980 sulla rete televisiva Independent Television. In Italia è stata trasmessa con il titolo I Mallen.
Alcune delle uscite internazionali sono state:
- nel Regno Unito il 10 giugno 1979 (The Mallens)
- negli Stati Uniti il 29 maggio 1980
- in Finlandia (Mallenit)
- in Italia (I Mallen)

## Episodi
| Stagione         | Episodi | Prima TV Regno Unito |
| ---------------- | ------- | -------------------- |
| Prima stagione   | 7       | 1979                 |
| Seconda stagione | 6       | 1980                 |